# Pietro Capuano iuniore
Pietro Capuano (... – 1242) è stato un cardinale e patriarca cattolico italiano.

## Biografia
Appartenente alla famiglia dei signori di Capua; era inoltre nipote del cardinale Pietro Capuano. Completò gli studi in teologia presso l'Università di Parigi. Divenuto suddiacono apostolico, fu uno dei più celebri teologi del suo tempo.
Nominato patriarca di Antiochia, occupò la cattedra episcopale fino alla promozione al cardinalato.
Fu creato cardinale diacono da papa Onorio III nel concistoro tenutosi tra l'ottobre e il dicembre 1219, ricevendo la diaconia di San Giorgio in Velabro. Sottoscrisse le bolle papali  tra il 15 dicembre 1220 e il 26 febbraio 1226 e tra il 7 maggio 1227 e il 26 febbraio 1236.
Prese parte all'elezione papale del 1227, che elesse papa Gregorio IX, mentre non partecipò al conclave del 1241 che elesse papa Celestino IV. Morì tra il 21 e il 23 marzo 1242, durante la sede vacante del Papato, prima della convocazione della nuova elezione.

## Genealogia episcopale
La genealogia episcopale è:
- Papa Gregorio IX
- Papa Onorio III
- Cardinale Pietro Capuano iuniore